# Biclavigera praecanaria
Biclavigera praecanaria là một loài bướm đêm trong họ Geometridae.